# Campionato europeo femminile di pallacanestro Under-16 Division B 2004
Il Campionato europeo femminile di pallacanestro Under-16 2004 di Division B (noto anche come FIBA U16 Women's European Championship Division B 2004) si è svolto in Bosnia ed Erzegovina a Brčko, ed in Estonia a Rakvere.

## Classifica finale

### Gruppo A
| Pos | Squadra              | G | V | P | PF  | PS  | DP   | Pt |
| --- | -------------------- | - | - | - | --- | --- | ---- | -- |
| 1   | Ucraina              | 7 | 7 | 0 | 590 | 332 | +258 | 14 |
| 2   | Bosnia ed Erzegovina | 7 | 6 | 1 | 429 | 344 | +85  | 13 |
| 3   | Israele              | 7 | 5 | 2 | 502 | 384 | +118 | 12 |
| 4   | Portogallo           | 7 | 4 | 3 | 431 | 386 | +45  | 11 |
| 5   | Romania              | 7 | 3 | 4 | 417 | 400 | +17  | 10 |
| 6   | Slovenia             | 7 | 2 | 5 | 458 | 412 | +46  | 9  |
| 7   | Lussemburgo          | 7 | 1 | 6 | 361 | 492 | −131 | 8  |
| 8   | Albania              | 7 | 0 | 7 | 260 | 698 | −438 | 7  |

### Gruppo B
| Pos | Squadra     | G | V | P | PF  | PS  | DP   | Pt |
| --- | ----------- | - | - | - | --- | --- | ---- | -- |
| 1   | Lituania    | 8 | 7 | 1 | 610 | 483 | +127 | 15 |
| 2   | Islanda     | 8 | 7 | 1 | 599 | 534 | +65  | 15 |
| 3   | Svezia      | 8 | 6 | 2 | 537 | 431 | +106 | 14 |
| 4   | Lettonia    | 8 | 6 | 2 | 582 | 459 | +123 | 14 |
| 5   | Inghilterra | 8 | 4 | 4 | 484 | 531 | −47  | 12 |
| 6   | Estonia     | 8 | 3 | 5 | 558 | 581 | −23  | 11 |
| 7   | Paesi Bassi | 8 | 2 | 6 | 463 | 539 | −76  | 10 |
| 8   | Finlandia   | 8 | 1 | 7 | 499 | 582 | −83  | 9  |
| 9   | Irlanda     | 8 | 0 | 8 | 454 | 646 | −192 | 8  |